# Ahronomicine
Ahronomicine (în ucraineană Агрономічне) este o comună în raionul Vinnîțea, regiunea Vinnița, Ucraina, formată numai din satul de reședință.

## Demografie
Componența lingvistică a satului Ahronomicine
     Ucraineană (96,63%)
     Rusă (3,17%)
     Alte limbi (0,08%)
Conform recensământului din 2001, majoritatea populației satului Ahronomicine era vorbitoare de ucraineană (96,63%), existând în minoritate și vorbitori de rusă (3,17%).